# Güzelyurt, Hekimhan
Güzelyurt là một thị trấn thuộc huyện Hekimhan, tỉnh Malatya, Thổ Nhĩ Kỳ. Dân số thời điểm năm 2011 là 2.721 người.